# Live from Fantasy Studios
Live from Fantasy Studios è un raro EP della rock band statunitense Train. Pubblicato nel 1999 con un numero molto ristretto di copie, l'EP è stato registrato live e acustico nei Fantasy Studios a Berkeley in California il 10 febbraio 1998

## Tracce
1. Eggplant – 3:17
2. I Am – 4:39
3. Train – 5:50
4. If You Leave – 3:51